# ジャッカルの日
『ジャッカルの日』（ジャッカルのひ、The Day of the Jackal）は、フレデリック・フォーサイスの小説。1971年刊行。1973年に同名の映画が製作された。

## 概要
1960年代のフランスを舞台に、シャルル・ド・ゴール大統領暗殺を企てる武装組織「秘密軍事組織（OAS）」が雇ったプロの暗殺者「ジャッカル」と、大統領暗殺を阻止しようとするフランス官憲の追跡を描いたスリラー小説である。
ジャーナリストとして既に「ビアフラ物語」などのノンフィクションを手掛けていたフォーサイスの、小説家としての処女作となった。長期の取材の結果をもとに1969年に出版した力作「ビアフラ物語」が予想以上に売れず落胆したフォーサイスは、小説を書いて金銭的苦境からの脱却のたしにしようとした。フォーサイスは1960年代初頭に、パリにロイターの海外特派員として駐在しており、当時担当番として張り付いていたド・ゴール大統領の警護隊員など多くの情報源から、ド・ゴールの暗殺未遂事件やフランス官憲とOASとの戦いなどの様々な情報を得ていた。この体験をもとに1971年に出版したポリティカル・スリラー小説が本作である。
フォーサイスは、フランス官憲が秘密組織であるはずのOASのメンバーと支持者のほぼ全員の身元を捜査でつかんでおり、メンバーの動向や組織の計画がすべて筒抜けになっていることを取材で知った。これを知った際、もしOASがド・ゴール暗殺を成功させようとすれば、フランス官憲の把握していない組織外のフリーランスの暗殺者を雇って立案から実行までのすべてを任せるしかあるまい、と思いついたことが、本作の着想源になっている。
本作は大変な好評をもって迎えられ、アメリカ探偵作家クラブが授与するエドガー賞の長編賞を1972年に受賞している。本来ならば小説はこの一作だけにして調査報道に戻るつもりだったフォーサイスは、以後もスリラー小説家としての活動を続けてゆくことになる。
1973年4月30日に角川書店から日本語訳が刊行された。早川書房の『ミステリマガジン』1992年5月号誌上で行われたアンケートを基に、1992年10月に発行された書籍『冒険・スパイ小説ハンドブック』で発表された人気投票の集計結果では、本作が謀略・情報小説部門における第1位、他に3つのジャンルを含めた総合ベスト100で第2位の人気を獲得し、好きな脇役部門においても本作の登場人物であるジャッカルが第9位にランクインしている。
一方で、後年の暗殺者の中にもこの小説を愛読したものも多い。1970年代から1980年代にかけて活動したテロリスト「カルロス」は、遺留品の中に『ジャッカルの日』があったことから、マスコミにより「ジャッカル」のあだ名で呼ばれるようになった。
イスラエルのイツハク・ラビン首相を1995年に暗殺したイガール・アミル、アメリカのジョージ・W・ブッシュ大統領を2005年にグルジアで暗殺しようとしたウラジミール・アルチュニアンらもこの小説を愛読していた。
1973年5月、フレッド・ジンネマン監督による同名の映画が公開された。ジャッカルをエドワード・フォックスが、ルベル警視をマイケル・ロンズデールが演じた。

## あらすじ
1954年に始まったアルジェリア戦争は泥沼状態に陥った。「フランスのアルジェリア」を信じて戦う現地駐留軍やフランス人入植者の末裔（コロン、またはピエ・ノワール）らは、フランスの栄光を願う右派世論を味方に付けてアルジェリア民族解放戦線（FLN）やアルジェリア人の村落を殲滅するが、当時のフランス本国は第二次世界大戦の傷も癒えぬまま第一次インドシナ戦争にも敗退した惨状にあり、また相次ぐFLNの爆弾テロや残虐になる一方の戦争で厭戦世論も広がり世論は分裂した。1958年、本国政府の弱腰に業を煮やした現地駐留軍の決起によって第四共和政は崩壊し、フランスの栄光を体現するシャルル・ド・ゴール（以下、ド・ゴール）が大統領に就任したことにより第五共和政が開始された。アルジェリアの軍人やコロンたちは、ド・ゴールが「フランス固有の国土」のための戦争に一層力を入れてくれるものと期待したが、ド・ゴールは戦費拡大による破綻寸前の財政などに鑑み9月にアルジェリアの民族自決の支持を発表した。1961年の国民投票の過半数もそれを支持し、1962年に戦争は終結してしまった。
現地軍人やコロンらは大混乱のうちにフランスに引き揚げた。彼らは戦争中に秘密軍事組織(OAS)を結成してアルジェリアでテロ活動を続けており、フランスでも政府転覆を狙ってド・ゴールへのテロ活動を行ったが、ジャン・バスティアン＝ティリーなど現役のエリート軍人らによる暗殺計画はことごとく失敗し、組織の優秀な軍人達は逮捕され銃殺刑に処せられた。彼らは自分たちを愛国者であると信じ、処刑の場で兵士が自分に銃を向けることはないと自信たっぷりの態度を示したが、実際には兵士たちは迷わず命令に従って発砲し、その思惑は外れた。
フランス政府は警察や情報機関（SDECE）だけでなくコルシカマフィア（ユニオン・コルス）の協力まで取り付けてなりふり構わずOASに対抗したため、OASには政府側のスパイが浸透し、秘密だった筈のメンバーや活動もほとんど判明してしまった。フランス国外で活動していたOAS幹部のアントワーヌ・アルグーがフランス警察によって拉致・逮捕された結果、アルグーが指揮していた表の政治組織「レジスタンス全国評議会」の主要メンバーもOASの主要メンバーも相次いで国外逃亡し、残る地下組織も官憲の実行部隊により次々に壊滅させられるなど、OASの衰勢が顕著になり、支援者だった企業オーナーらもOASから離れて行った。
以後、OASの主要メンバーたちは国外で雌伏と屈辱の日々を送ることとなる。後に1968年の五月革命の際、軍部がド・ゴールに協力する代償として彼らへの恩赦を取り付けた。
ここまでは史実であり、舞台背景を説明する冒頭部分に当たる。
1963年、バスティアン＝ティリー中佐の処刑の報を聞いたOAS幹部たちの一部は、オーストリアの潜伏先で、今後の方向性を検討する。組織はもはや壊滅状態となり、OAS内部の動きは全て察知されてしまうため、組織外からプロの暗殺者を雇うことを決め、目的遂行に最適の人物として一人のイギリス人男性を選ぶ。その男は本名や年齢は不詳だが若々しく、狙撃の腕は超一流で、要人暗殺の依頼もビジネスとして請け負い、実績を積んでいた。OAS幹部たちと面会した彼は「ジャッカル」というコードネームで呼ばれることを望み、ド・ゴール暗殺が成功すれば治安機関にマークされて暗殺稼業を続けられなくなると主張し、当時としては法外な報酬50万ドル(前金25万ドル、成功後25万ドル)を要求した。
OASが組織を挙げてフランス各地で銀行などを襲い資金を集める間、ジャッカルは図書館でド・ゴールの資料を徹底的に調査し、一年のうちに一度だけ、ド・ゴールが絶対に群衆の前に姿を見せる日があることを発見してそれを暗殺決行日と決めた。ジャッカルはパリのいくつかの候補地から決行地点を選び、全ヨーロッパを移動しながら必要な特注の狙撃銃、偽造の身分、偽のパスポート、衣装や小道具、入出国経路などを抜かりなく用意する。
一方でOASの連続銀行襲撃や、ローマに移動し籠城して動きを全く見せないOAS幹部たちに不審な気配を感じたフランス官憲は、実行部隊を使いローマからOAS幹部のボディガードを拉致し拷問に掛け、OASがド・ゴールを暗殺するために外部の殺し屋を雇ったらしいこと、その殺し屋が「ジャッカル」と呼ばれているらしいことを知る。内務大臣をはじめとするフランス各治安組織の官僚のトップ達が対策会議を開き、捜査はパリ地域圏司法警察局のルベル警視に一任された。経験豊富なルベル警視は与えられる限りの権限を与えられたが、治安組織の官僚たちに定期的な捜査報告を行うことを求められ、権力者達の政治的思惑の波をかぶりつつも、ジャッカルを追い始める。
ルベル警視は個人的な伝手も用いてジャッカルの正体を洗うべく世界中の警察に問い合わせを行ったところ、不審なイギリス人男性のチャールズ・カルスロップが捜査線に浮上する。カルスロップはどこかに出掛けていて行方が掴めないものの、イギリス警察の捜査でその容貌や暮らしぶり、使用する可能性のある偽名パスポートや盗難パスポートの名義などが判明する。イギリスからの情報を元にルベル警視はフランス全土の警察・憲兵らを指揮して不審者の入国を水際で阻止しようとするが、ジャッカルはイタリアで調達したレンタカーのアルファロメオ・ジュリエッタ・スパイダーの床下シャーシ隙間に分解した銃を隠し、偽名のパスポートを用いて既に南仏から国内に侵入していた。
ルベル警視は全国の国境やホテルから毎日届けられる入国者・宿泊者リストを洗い、南仏一帯でジャッカルを何度か追い詰めるが、ジャッカルはいつも寸前で逃げ出して変装を変え、時にはホテル以外の宿泊場所を得るなどしてパリを目指す。ルベル警視は定例捜査報告会の内容がジャッカルに筒抜けになっているのではないかと疑い、報告会の出席者の電話を盗聴させ、愛人の女性（実はOASのスパイ）に機密情報を漏らしていた官僚を突き止めて報告会から追放する。また、ド・ゴール暗殺の決行日がいつであるかを直感する。
捜査を掻い潜ってジャッカルはついにオステルリッツ駅からパリに入り、再び容姿を変えて潜伏する。パリでは全国の警察とユニオン・コルスまで総動員し、裏町の隅から隅まで徹底した大ローラー作戦を行い、ジャッカルの余罪（男爵夫人の殺害）と人相を公表して公開捜査に踏み切る。しかしジャッカルは見つからない。ド・ゴール大統領は、暗殺の危険を訴える側近の声に耳を貸さず、例年通りパリ市内で行われる式典に出発した。ジャッカルとルベル警視の対決は、ド・ゴールが姿を現すその時間、その場所にまでもつれこむ。
8月25日のパリ解放記念式典の日、ジャッカルは老いた松葉杖の傷痍軍人に成り済まし、アパートに帰宅するところだと称して機動隊員の見張る非常線を通り抜け、式典会場のひとつであるモンパルナス駅前の1940年6月18日広場を見渡せるアパート最上階の部屋を狙撃の場として確保した。松葉杖に隠してあった単発式の狙撃銃を組み立て、勲章の授与を行うド・ゴール大統領の頭部を狙撃するが、ド・ゴールがビズをするためにちょうど身をかがめたことで弾丸は外れた（イギリス人のジャッカルは、公的な式典の場でビズを行うフランスの習慣に馴染みが無かった）。再狙撃すべく次弾を装填したところへ、非常線を通った傷痍軍人のことを聞きつけたルベル警視がジャッカルだと見破り、機動隊員とともに部屋に突入してきた。ジャッカルは振り向きざまに発砲して機動隊員を殺し、次にルベルを撃とうと三発目の弾丸の装填を急ぐが間に合わず、倒れた機動隊員のサブマシンガンを咄嗟に拾い上げたルベルに蜂の巣にされて死亡した。
ド・ゴールが後頭部をかすめた弾丸に気付いたかどうかは、本人が何も語らなかったので分からない。銃声がしたようだとの問い合わせがあったものの、警察の回答は「オートバイのエンジンがバックファイアした爆音らしい」というもので、暗殺未遂のことは伏せられた。
ジャッカルの正体だと目されていたチャールズ・カルスロップはその後イギリス国内で見つかり、アリバイも確認され、別人であったことが判明した。ジャッカルによる暗殺は阻止できたものの、その素性は謎のままとなった。ジャッカルの射殺体はひき逃げ事故に逢った身元不明の外国人旅行者として翌日パリ市内に葬られ、ルベル警視はその埋葬を見届けた。

## 登場人物
ジャッカル
ド・ゴール暗殺のためOASに雇われたイギリス人の殺し屋。身元が謎に包まれており、国際刑事警察機構（インターポール）も正体がつかめていない。フランス語を流暢に喋り、狙撃の名手で、過去にはドミニカ共和国でラファエル・トルヒーヨ暗殺にも関与したとされる。しかし証拠を残さないため、経歴は噂として語られるものばかりである。洞察力が鋭く仕事の前にはあらかじめ本や新聞を読みあさってターゲットの情報を調べ上げ、暗殺に適した場所や逃走経路を入念に用意する。物故者の名前で取得した偽名パスポートや盗み出した旅行者のパスポート、偽造屋に作らせた傷痍軍人証明書などを用いて、イギリス人アレクサンダー・クエンティン・ダッガン、デンマーク人の牧師イェンセン、アメリカ人の大学生シュルバーグ、アルザス生まれの片足の退役軍人アンドレ・マルタンへと次々になりすまして暗殺計画を進める。自分の立場が危うくなると、中年女性やゲイの男性をも利用して身を隠す。感情を表に出さない冷酷な人物だが、決して裕福ではない環境に育った過去を持ち、イタリアのビーチでスポーツカーを乗り回しながら女性をナンパするという安楽な引退後生活を夢見ている。
クロード・ルベル
フランス司法警察刑事部次長。エリゼ宮高官たちから国内最高の探偵術に秀でた人物としてジャッカル追跡に引き抜かれる警部。服装は野暮ったく、いつもしわだらけのスーツにレインコートを羽織っている。風体も小太りに髭面と冴えないが、その温和な見た目からは想像がつかない狡猾な頭脳と、いかなる挑発や脅しにも屈しないしたたかさを秘めており、彼を脅迫した暗黒街のボスが甘く見すぎていたと牢屋で後悔するほど。ジャッカルの情報を漠然とした状態から探し出すために、過去の政府要人の暗殺事件からトルヒーヨ暗殺の情報をイギリス政府から聞きだし、次第にジャッカルにたどり着いていく。愛妻家だが妻に尻に敷かれており頭が上がらない。
ローラン
フランス秘密情報機関SDECEアクションサービス部長。フランスで頻発するOASによる銀行強盗事件から、よからぬ事が起きる気配を察し、OASの用心棒コワルスキーを罠にかけて拉致し、ジャッカルの名前を吐かせる。
マルク・ロダン
フランス過激派組織OAS作戦主任。アントワーヌ・アルグーの逮捕によってOASのトップとなる。ド・ゴール暗殺失敗やOAS内部の腐敗により組織が壊滅する状態へ追いやられ、外部から殺し屋を雇うことを提案する。
ルネ・モンクレア
OAS経理責任者。ロダンらとともにド・ゴール暗殺者の選定を行う。
アンドレ・カッソン
OAS地下運動の責任者。ロダンらとともにド・ゴール暗殺者の選定を行う。
ビクトル・コワルスキー
OAS副官でロダン直属のボディガード。ポーランド出身の外人部隊上がり。一夜の過ちから愛娘がおり、親戚に預けて面倒を見てもらっていた。アクションサービスにその情報を利用され、娘が重い病気にかかったという嘘でおびき出されて捕まり拷問を受け、ジャッカルの名を漏らして死亡する。
ラウール・サンクレア・ド・ビローバン
大統領府武官。自らの保身と責任逃れからルベルにジャッカル追跡の全権限と責任を与え、その後も無理難題を押しつける。しかしOASの策略によって下記ジャクリーヌと親交を持ち、彼女がOASのスパイであることに気付かぬまま、毎晩ベッドで捜査の状況をすべて話してしまう。このことがルベルが仕掛けた盗聴で判明して会議から退出する。
リュシアン・カロン
殺人課の若手警部。ルベルに最も信頼されており、彼の右腕としてジャッカル追跡をサポートする。
ブービエ
刑事局長。警察内で最も探偵術に秀でているとしてルベルを推薦する。ジャッカルの追跡の為にルベルには「手段を選ばなくてよい」と全権限を与える。
ポール・グーサンス
裏社会で名が知られているベルギー人のガンスミス。元は銃器メーカーのFN社の有能な社員だったが、横領が発覚して実刑判決を受け、裏稼業へ転じた。表向きは金属細工の工房を営んでいる。紹介を受けて訪ねて来たジャッカルのスケッチにもとづき、金属製の松葉杖に偽装できる狙撃銃と、弾頭内に水銀を詰めた改造弾薬を製作する。
ジャクリーヌ・デュマ
OASのシンパである、高級美容院の美容師。アルジェリアでの戦いで実の兄と婚約者を相次いで亡くした過去から、アルジェリア独立を進めたド・ゴールに強い恨みを持つ。目的のためなら肉体関係もいとわない性格を買われ、OASからサンクレアに接近して捜査情報を随時報告する任務を与えられる。
偽造屋
表向きは写真屋を営むベルギー人の偽造屋で、ジャッカルの必要とする傷痍軍人証明書などの偽造を行う。腕は良いが、ネガを渡さず逆にゆすろうとしたため、ジャッカルに殺される。
コレット・ド・ラ・シャロンニエール
フランスのシャロンニエール男爵夫人。家族がいる身でありながら、ジャッカルに関心を持ち肉体関係を結ぶ。身を隠しに来たジャッカルの電話をたまたま盗み聞きしたために殺される。
ジュール・ベルナール
パリ在住のゲイの男性。接近してきたジャッカルを自宅に招くが、テレビ放送で流されたジャッカルの顔写真入り公開手配を目にしたため殺害される。
ジャン・デュクレ
大統領護衛隊指揮官。
ウージェヌ・ギボー
フランス秘密情報機関SDECE長官。
ロジャ・フレイ
内務大臣。
マダム・ベルト
1940年6月18日広場に面したアパートの管理人。
チャールズ・ハロルド・カルスロップ
海外出張が多いイギリス人。ジャッカルが関与したとされるトルヒーヨ暗殺の時期にドミニカに滞在していたこと、名前の綴り"Charles Calthrop"を縮めた"cha-cal"がフランス語でジャッカルという意味になること、旅行に出かけていて連絡がつかないことなどから、ジャッカルの正体ではないかとイギリスの警察に注目される。
ジャン・バスティアン＝ティリー
元OAS指導者。ド・ゴールを襲撃するが失敗に終わり、逮捕されて死刑が言い渡される。「兵士たちが自分に銃を向けるはずはない」と豪語していたが銃殺される。
シャルル・ド・ゴール
フランス大統領。アルジェルアを独立させたことでOASから反感を買い、何度も暗殺されそうになるが、当人は身を隠すことを嫌い、堂々と公の場に姿を出そうとする。

## 実写化

### 映画
| 年   | 題名                                 | ジャッカル役           |
| ---- | ------------------------------------ | ---------------------- |
| 1973 | ジャッカルの日 The Day of the Jackal | エドワード・フォックス |
| 1998 | ジャッカル The Jackal                | ブルース・ウィリス     |

### テレビドラマ
| 年    | 題名                                 | ジャッカル役         |
| ----- | ------------------------------------ | -------------------- |
| 2024- | ジャッカルの日 The Day of the Jackal | エディ・レッドメイン |